# Janiw Green
Janiw Ja’akow Green (hebr. יַנִיב גְּרִין, ur. 16 maja 1980 w Tel Awiwie) – izraelski koszykarz występujący na pozycji środkowego. Obecnie zawodnik klubu Maccabi Tel Awiw, występującego w Izraelskiej Super Lidze. Zwycięzca Euroligi w sezonie 2004/2005. Wielokrotny reprezentant Izraela, uczestnik 5 turniejów o mistrzostwo Europy w koszykówce mężczyzn. Były reprezentant Izraela w różnych kategoriach juniorskich. Wicemistrz Europy do lat 20 z 2000 roku. Pięciokrotny mistrz Izraela w koszykówce, czterokrotny zdobywca Pucharu Izraela, zwycięzca Pucharu Ligi Izraelskiej z 2010 roku. Posiada także polskie obywatelstwo.

## Życiorys
Janiw Green rozpoczynał swoją karierę koszykarską w 1998 roku w izraelskim klubie Bene Herclijja. Występował w nim, z przerwą w sezonie 2000/2001, gdy był graczem zespołu Maccabi Ra’ananna, do 2002 roku. Następnie został zawodnikiem klubu Hapoel Tel Awiw, w którym grał do 2004 roku. Wówczas podpisał kontrakt z zespołem Maccabi Tel Awiw, w którym, z roczną przerwą w sezonie 2007/2008, gdy grał w rosyjskiej Superlidze w klubie Krasnyje Krylja Samara, występuje do dziś.
Wraz z klubem Maccabi Tel Awiw pięciokrotnie zdobywał mistrzostwo Izraela. Miało to miejsce w sezonach 2004/2005, 2005/2006, 2006/2007, 2008/2009 oraz 2010/2011. Ponadto z zespołem tym w sezonie 2004/2005 wygrał Euroligę. Zdobył wówczas również, wspólnie z Litwinem Sauliusem Štombergasem, nagrodę MVP dla najlepszego zawodnika w pierwszym tygodniu tych rozgrywek. Ponadto w barwach Maccabi Tel Awiw czterokrotnie zdobył Pucharu Izraela (miało to miejsce w sezonach 2004/2005, 2005/2006, 2009/2010 oraz 2010/2011), a także zwyciężył w Pucharze Ligi Izraelskiej w 2010 roku.
Wraz z reprezentacją Izraela czterokrotnie wystąpił w mistrzostwach Europy w koszykówce mężczyzn. Miało to miejsce w latach 2001, 2003, 2005, 2007 oraz 2009. Ponadto wielokrotnie reprezentował swój kraj w turniejach juniorskich – w 1998 roku grał w mistrzostwach Europy do lat 18 (6. miejsce), dwa lata później wystąpił w mistrzostwach Europy do lat 20, w których reprezentacja Izraela zdobyła srebrny medal, a w roku 2001 grał w mistrzostwach świata do lat 21 (7. miejsce).

## Osiągnięcia
Indywidualne
- dwukrotny uczestnik Eurochallenge All-Star Game (2004, 2008)

Reprezentacja
- Lider Eurobasketu w zbiórkach (2007)